# Marokkói futsalválogatott
A marokkói futsalválogatott Marokkó nemzeti csapata, amelyet a Marokkói királyi labdarúgó-szövetség (arabul: الجامعة الملكية المغربية لكرة القدم, franciául: Fédération royale marocaine de football) irányít. 

## Története
Futsal-világbajnokságon először 2012-ben szerepeltek. A 2012-es és a 2016-os világbajnokságon nem jutottak tovább a csoportkörből.
Az Afrikai nemzetek futsalkupáját eddig 1 alkalommal nyerték meg (2008). 

## Eredmények

### Futsal-világbajnokság
| Év       | Eredmény      | Hely          | M             | Gy            | D             | V             | Rg            | Kg            | Gk            |
| -------- | ------------- | ------------- | ------------- | ------------- | ------------- | ------------- | ------------- | ------------- | ------------- |
| 1989     | Nem indult    | Nem indult    | Nem indult    | Nem indult    | Nem indult    | Nem indult    | Nem indult    | Nem indult    | Nem indult    |
| 1992     | Nem indult    | Nem indult    | Nem indult    | Nem indult    | Nem indult    | Nem indult    | Nem indult    | Nem indult    | Nem indult    |
| 1996     | Nem indult    | Nem indult    | Nem indult    | Nem indult    | Nem indult    | Nem indult    | Nem indult    | Nem indult    | Nem indult    |
| 2000     | Nem jutott be | Nem jutott be | Nem jutott be | Nem jutott be | Nem jutott be | Nem jutott be | Nem jutott be | Nem jutott be | Nem jutott be |
| 2004     | Nem jutott be | Nem jutott be | Nem jutott be | Nem jutott be | Nem jutott be | Nem jutott be | Nem jutott be | Nem jutott be | Nem jutott be |
| 2008     | Nem jutott be | Nem jutott be | Nem jutott be | Nem jutott be | Nem jutott be | Nem jutott be | Nem jutott be | Nem jutott be | Nem jutott be |
| 2012     | Csoportkör    | 23.           | 3             | 0             | 0             | 3             | 5             | 15            | -10           |
| 2016     | Negyeddöntő   | 20.           | 3             | 0             | 0             | 3             | 6             | 14            | -8            |
| Összesen | 20. hely      | 2/8           | 6             | 0             | 0             | 6             | 11            | 29            | -18           |

### Afrikai nemzetek futsalkupája
| Év       | Eredmény   | Hely       | M          | Gy         | D          | V          | Rg         | Kg         | Gk         |
| -------- | ---------- | ---------- | ---------- | ---------- | ---------- | ---------- | ---------- | ---------- | ---------- |
| 1996     | Nem indult | Nem indult | Nem indult | Nem indult | Nem indult | Nem indult | Nem indult | Nem indult | Nem indult |
| 2000     | Ezüstérmes | 2.         | 3          | 1          | 1          | 1          | 24         | 12         | +12        |
| 2004     | Bronzérmes | 3.         | 2          | 0          | 0          | 2          | 3          | 11         | -8         |
| 2008     | Ezüstérmes | 2.         | 4          | 3          | 0          | 1          | 16         | 6          | +10        |
| 2011     | Törölve    | Törölve    | Törölve    | Törölve    | Törölve    | Törölve    | Törölve    | Törölve    | Törölve    |
| 2016     | Győztes    | 1.         | 5          | 4          | 0          | 1          | 17         | 10         | +7         |
| Összesen | 1. hely    | 4/5        | 15         | 7          | 2          | 6          | 59         | 42         | +17        |

## Külső hivatkozások
- A Marokkói labdarúgó-szövetség hivatalos honlapja (arab nyelven). www.frmf.ma
- Futsal World Ranking (angol nyelven). futsalworldranking.be. [2010. július 16-i dátummal az eredetiből archiválva]. (Hozzáférés: 2018. február 6.)
- FIFA Futsal World Cup Overview (angol nyelven). rsssf.com
- African Futsal Championship Overview (angol nyelven). rsssf.com